# Conchidium braccatum
Conchidium braccatum là một loài thực vật có hoa trong họ Lan. Loài này được (Lindl.) Brieger mô tả khoa học đầu tiên năm 1981.